# Stefan Gałczyński
Stefan Gałczyński (ur. 1933) – polski inżynier budownictwa lądowego. Absolwent Instytutu Inżynierów Transportu Kolejowego w Moskwie. Od 1987 r. profesor na Wydziale Budownictwa Lądowego (od 1990 r. Budownictwa Lądowego i Wodnego) Politechniki Wrocławskiej i dziekan Wydziału Budownictwa Lądowego (1987–1990).